# Xiphidiola ituriensis
Xiphidiola ituriensis är en insektsart som först beskrevs av Rehn, J.A.G. 1914.  Xiphidiola ituriensis ingår i släktet Xiphidiola och familjen vårtbitare. Inga underarter finns listade i Catalogue of Life.